# Франсоа Инар
Франсоа Инар (на френски: François Hinard) е френски историк, специалист по Древен Рим. Той е известен със задълбочените си изследвания относно Римската република.

## Биография
Франсоа Инар е роден на 27 септември 1941 г. в Ньой сюр Сен, Франция. През 1967 г. завършва Сорбоната със специалност класическа литература и след това започва работа като преподавател в гимназия в град Поаси. В същото време е преподавател по френски език в Университет „Париж-X: Нантер“ и латински език в Университета на Льо Ман.
Между 1972 – 1983 г. е асистент по специалност латински език в Университета „Шарл де Гол“ в Лил. От 1981 до 1990 г. е професор по древна история във военната академия „Сен-Сир“.
През 1982 г. Франсоа Инар защитава докторска дисертация в Сорбоната на тема „проскрипции в Римската република“. От 1983 до 1989 г. е професор по римска история и археология в Университета на Кан. От 1989 до 2008 г. е професор в Университет „Париж-IV: Пари-Сорбон“.
Франсоа Инар е автор и преводач на 11 книги и автор на повече от 40 научни статии. Той умира на 19 септември 2008 г. от рак.